# The Best Damn Thing
The Best Damn Thing е третият студиен албум на канадската поп-рок певица Аврил Лавин. Издаден е на 11 април 2007 от RCA Records. С този албум, Лавин преминава от гръндж и алтърнатив рок звучене, към поп пънк. Албумът достига № 1 в американската класация Billboard 200, както и класациите на Австрия, Канада и Великобритания и в много други държави. Албумът е смесица между поп пънк, поп рок, пауърпоп и алтернативен рок. The Best Damn Thing се продава в над 6 милиона копия по света, като само в САЩ са продадени над 2 милиона копия.
Албумът е представен на турнето The Best Damn World Tour (8 март 2008 – 6 октомври 2008 г.)

## Списък с песни

### Оригинален траклист
1. Girlfriend – 3:37
2. I Can Do Better – 3:17
3. Runaway – 3:48
4. The Best Damn Thing – 3:10
5. "When You're Gone" – 4:00
6. Everything Back but You – 3:03
7. Hot – 3:23
8. Innocence – 3:53
9. "I Don't Have to Try" – 3:17
10. One of Those Girls – 2:56
11. Contagious – 2:10
12. Keep Holding On – 4:00

### Японско издание
1. Girlfriend (на живо, Explicit) – 3:14

### Немско и Tidal издание
1. Girlfriend (немска версия) – 3:14

### Японско издание
1. Alone – 3:14

### Японско засилено издание
1. Girlfriend (видеоклип)

### iTunes Store делукс издание
1. "When You're Gone" (акустична версия) – 3:58
2. I Can Do Better (акустична версия) – 3:39
3. Girlfriend (The Submarines' Time Warp '66 Mix) – 3:10

### US iTunes Store/US and UK Amazon делукс издание
1. "When You're Gone" (видеоклип)

### iTunes Store видео издание
1. "Направете 5 желания на Аврил Лавин - епизоди 8,9,10,11" (манга серии (видео)) – 27:11

### Специално лимитирано, iTunes Store разширено и Spotify издание
1. Alone – 3:14
2. "I Will Be'" – 4:00
3. I Can Do Better (акустика) – 3:39
4. Girlfriend (The Submarines' Time Warp '66 Mix) – 3:11
5. Girlfriend (Dr. Luke Remix, с Лил Мама) – 3:25

### Специално японско лимитирано издание
1. Alone – 3:14
2. "I Will Be'" – 4:00
3. I Can Do Better (акустика) – 3:39
4. Girlfriend (японска версия) – 3:38
5. Girlfriend (Dr. Luke Remix, с Лил Мама) – 3:25

### Специално китайско, тайванско и хонг конгско лимитирано издание
1. Alone – 3:14
2. "I Will Be'" – 4:00
3. I Can Do Better (акустика) – 3:39
4. Girlfriend (мандаринска версия) – 3:38
5. Girlfriend (Dr. Luke Remix, с Лил Мама) – 3:25

### Японско специално издание
1. Alone – 3:14
2. "Sk8er Boi (на живо)" – 3:44
3. "Adia (на живо)" – 4:11

### Делукс издание
1. "Създаването на the Best Damn Thing Album"
2. "Фото галерия"

### Специално лимитирано издание (DVD)
1. Everything Back But You (на живо от the Orange Lounge)
2. Girlfriend (на живо от the Orange Lounge)
3. Hot (на живо от the Orange Lounge)
4. "When You're Gone" (на живо от the Orange Lounge)
5. Girlfriend (видеоклип)
6. "When You're Gone" (видеоклип)
7. Hot (видеоклип)
8. The Best Damn Thing (видеоклип)

### Японско специално издание (DVD)
1. Girlfriend (видеоклип)
2. Girlfriend (Dr. Luke Remix, с Лил Мама) (видеоклип)
3. "When You're Gone" (видеоклип)
4. Hot (видеоклип)
5. The Best Damn Thing (видеоклип)
6. "Създаването на the Best Damn Thing Album"
7. "Създаването на видеоклипа Girlfriend"

## Сингли
- Girlfriend е първият сингъл от албума, издаден на 7 февруари 2007 г. Той достига № 1 в Billboard Hot 100, както и в 12 други държави, включително Австралия, Канада и Япония. Песента е най-продаваната за 2007 г. по целия свят. Видеото към песента в YouTube поставя рекорд за най-гледано видео до юли 2008 г. То държи рекорда за първото видео, достигнало 100 милиона гледания в YouTube. Излиза и ремикс на песента заедно с рапърката Lil Mama.
- "When You're Gone" е вторият сингъл от албума, издаден на 19 юни 2007 г. Докато Girlfriend все още оглавява класациите, баладата става хит във Великобритания и в други страни. Тя достига № 4 в European Hot 100, почти до топ 20 в Billboard Hot 100 (САЩ), както и до топ 20 в повече от 13 държави.
- Hot е третият сингъл, издаден на 2 октомври 2007 г. Той е най-малко успешният в САЩ, достигайки № 95 в Billboard Hot 100. Песента достига топ 10 в Япония и Канада и топ 20 в Австралия.
- Innocence е третият сингъл в Италия и MTV Italia прави неофициално видео на песента.
- The Best Damn Thing е четвъртият сингъл, издаден през юни 2008 г.